# Igor Gabilondo
Igor Gabilondo del Campo (San Sebastián, Guipúzcoa, 10 de febrero de 1979) es un exfutbolista español que jugaba de interior izquierdo. Pasó casi toda su carrera en la Real Sociedad y en el Athletic Club.

## Trayectoria

### Inicios y Real Sociedad
Comenzó su andadura como futbolista en el equipo de su barrio, el Añorga K. K. E., pasando posteriormente a las categorías inferiores de la Real Sociedad. Gabilondo jugó durante tres temporadas en la Real Sociedad B, en Tercera División, hasta que dio el salto al primer equipo de cara a la temporada 2000-01. Debutó con el primer equipo con 21 años de edad, el 9 de septiembre de 2000 en un partido ante el Racing de Santander. Su estreno como goleador llegó, el 22 de abril de 2001, en un partido ante el Real Valladolid (3-1) en el que logró un doblete. En sus tres primeras temporadas el jugador sólo disfrutó de 18 titularidades, ya que Javier de Pedro, que jugaba como extremo izquierdo, era titular habitual. En la temporada 2002-03 marcó un gol determinante para mantener el liderato liguero, en la jornada 35, ante el Málaga. Finalmente, el equipo quedó subcampeón a dos puntos del Real Madrid tras perder el liderato en la jornada 37.
En la temporada 2003-04, De Pedro perdió la titularidad, y Gabilondo se aprovechó de la oportunidad. En su mejor temporada como realista, Gabilondo jugó 33 partidos en Liga, 27 de ellos como titular y marcó 5 goles. Además pudo debutar en la Liga de Campeones en la que disputó 6 encuentros y marcó un gol al Olympiacos. En Copa marcó un gol en el descuento ante el Oviedo. Sin embargo, en las dos siguientes temporadas su participación disminuyó. En la 2004-05 jugó 28 partidos (17 como titular) anotando sólo un gol, que supuso la victoria, en el derbi vasco disputado en Anoeta (3-2). En la 2005-06 participó en 17 encuentros (7 como titular) y marcó un gol al Cádiz.
Al finalizar la temporada 2005-06, quedó en libertad al no ejercer el club la renovación unilateral del contrato ni alcanzar acuerdo alguno con el jugador. En total, Igor Gabilondo jugó seis temporadas en la Real, disputando 140 encuentros y marcando 16 goles. De ellos, 129 encuentros y 13 goles fueron en Primera División.

### Athletic Club
El 1 de julio de 2006 fue presentado como nuevo jugador del Athletic Club, club al que llegó con la carta de libertad, para ocupar la vacante surgida tras la marcha de Santi Ezquerro al FC Barcelona un año atrás.
Debutó con el Athletic, el 27 de agosto de 2006, en un partido ante su anterior equipo, la Real Sociedad. El 25 de octubre marcó, de vaselina, su primer gol como rojiblanco en un partido de Copa ante el RCD Mallorca. El 7 de abril marcó un gol de tacón ante el Valencia (1-0), que sacó al equipo de los puestos de descenso. El 17 de junio marcó el gol que certificó la permanencia en Primera División en una victoria por 2-0 ante el Levante. En su primera campaña en el club bilbaíno disputó 34 partidos, 28 de ellos como titular. En la temporada 2007-08, con Joaquín Caparrós, disputó 31 partidos, 26 de ellos como titular, destacando el doblete conseguido ante el Real Valladolid. En la siguiente campaña su participación bajó con respecto a los dos años anteriores. El equipo alcanzó la final de Copa, en parte, gracias a dos goles de Gabilondo en los partidos de vuelta de octavos y cuartos de final ante Osasuna y Sporting de Gijón, respectivamente. En la temporada 2009-10 disputó como titular la final de la Supercopa de España ante el FC Barcelona. En febrero consiguió hacerse con la titularidad, después de la poca continuidad en los meses anteriores. Acabó la temporada con 33 partidos, 21 como titular y 13 de ellos desde el mes de febrero. Además, marcó tres goles de bella factura ante Villarreal, Tenerife y Almería. En la temporada 2010-11, sin ser titular indiscutible, vivió sus mejores meses como goleador al anotar seis goles en la primera parte de la temporada. Su gol de falta directa ante el Levante fue considerado como el mejor gol de la primera vuelta del campeonato. Sin embargo, a partir de enero la situación empeoró y sólo fue titular en dos compromisos hasta final de temporada.
Marcelo Bielsa le dio la titularidad en los dos primeros meses de la temporada 2011-12, en los que logró tres goles ante Villarreal, Paris Saint-Germain y Osasuna. Desde entonces solamente jugó diez partidos, tres de ellos como titular. Permaneció en el banquillo en la final de Copa y de Liga Europa. El 30 de junio de 2012 cerró su etapa como jugador rojiblanco con 175 partidos y 24 goles. De ellos, 147 partidos y 19 goles fueron en Primera División.

### Marcha del Athletic y fichaje por el AEK Larnaca
El 9 de julio de 2012, fichó por el AEK Larnaca, club que entrenaba Jordi Cruyff, de la Primera División de Chipre, por una temporada y otra opcional. En enero de 2013, por motivos personales, abandonó el club chipriota.

### Euskal Selekzioa
Entre 2002 y 2011, jugó 12 encuentros (un gol) con la Euskal Selekzioa, siendo el segundo jugador -junto a Aritz Aduriz, Julen Guerrero e Iraizoz- con más partidos solo por detrás de Xabi Prieto que disputó 14 partidos.

## Clubes
- Actualizado el 29 de enero de 2013.

| Club            | Liga              | Periodo   |
| --------------- | ----------------- | --------- |
| Real Sociedad B | Segunda División  | 1997-2000 |
| Real Sociedad   | Primera División  | 2000-2006 |
| Athletic Club   | Primera División  | 2006-2012 |
| AEK Larnaca     | Liga Marfin Laiki | 2012      |

## Estadísticas
- Actualizado: 29 de enero de 2013

| Club          | Categoría                  | Temporada           | Liga     | Liga  | Copa     | Copa  | Champions/UEFA | Champions/UEFA | Supercopa | Supercopa | Total    | Total |
| Club          | Categoría                  | Temporada           | Partidos | Goles | Partidos | Goles | Partidos       | Goles          | Partidos  | Goles     | Partidos | Goles |
| ------------- | -------------------------- | ------------------- | -------- | ----- | -------- | ----- | -------------- | -------------- | --------- | --------- | -------- | ----- |
| Club          | Categoría                  | Carrera profesional |          |       |          |       |                |                |           |           |          |       |
| Real Sociedad | Primera División de España | 2000/01             | 14       | 2     | 0        | 0     | -              | -              | -         | -         | 14       | 2     |
| Real Sociedad | Primera División de España | 2001/02             | 16       | 3     | 1        | 1     | -              | -              | -         | -         | 17       | 4     |
| Real Sociedad | Primera División de España | 2002/03             | 24       | 1     | 0        | 0     | -              | -              | -         | -         | 24       | 1     |
| Real Sociedad | Primera División de España | 2003/04             | 33       | 5     | 1        | 1     | 6              | 1              | -         | -         | 40       | 7     |
| Real Sociedad | Primera División de España | 2004/05             | 26       | 1     | 2        | 0     | -              | -              | -         | -         | 28       | 1     |
| Real Sociedad | Primera División de España | 2005/06             | 16       | 1     | 1        | 0     | -              | -              | -         | -         | 17       | 1     |
| Athletic Club | Primera División de España | 2006/07             | 33       | 3     | 1        | 1     | -              | -              | -         | -         | 34       | 4     |
| Athletic Club | Primera División de España | 2007/08             | 26       | 4     | 5        | 0     | -              | -              | -         | -         | 31       | 4     |
| Athletic Club | Primera División de España | 2008/09             | 17       | 2     | 6        | 2     | -              | -              | -         | -         | 23       | 4     |
| Athletic Club | Primera División de España | 2009/10             | 26       | 3     | 1        | 0     | 4              | 0              | 2         | 0         | 33       | 3     |
| Athletic Club | Primera División de España | 2010/11             | 29       | 5     | 4        | 1     | -              | -              | -         | -         | 29       | 6     |
| Athletic Club | Primera División de España | 2011/12             | 15       | 2     | 0        | 0     | 5              | 1              | -         | -         | 20       | 3     |
| AEK Larnaca   | Primera División de Chipre | 2012/13             | 6        | 0     | 0        | 0     | -              | -              | -         | -         | 6        | 0     |
| Total carrera | Total carrera              | Total carrera       | 283      | 32    | 22       | 6     | 15             | 2              | 2         | 0         | 320      | 40    |